# Corrente eliosferica diffusa

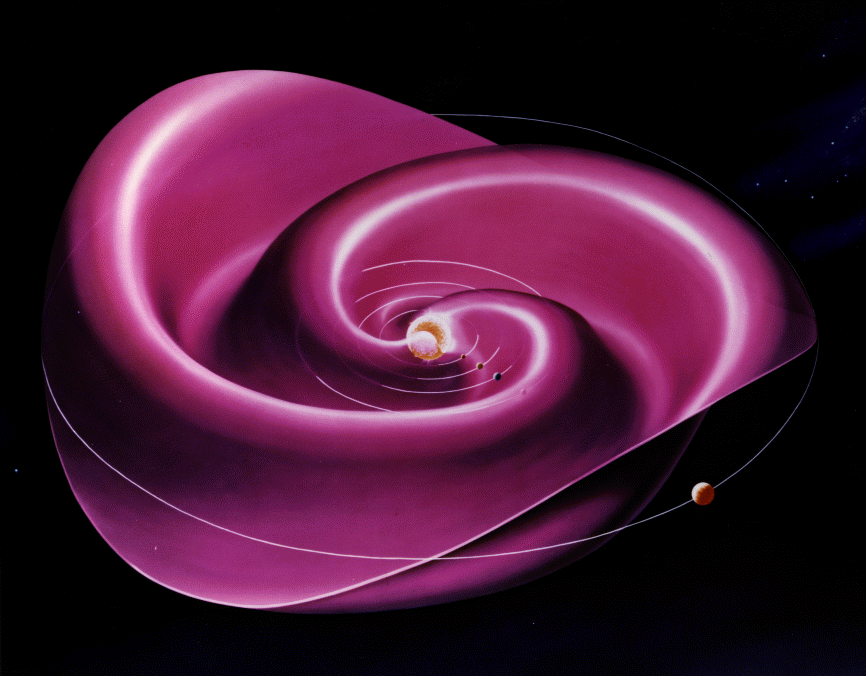
La corrente eliosferica diffusa.

La corrente eliosferica diffusa (sigla HCS, dall'inglese heliospheric current sheet) è la superficie all'interno del Sistema Solare dove la polarità del campo magnetico solare cambia da nord a sud. Questo campo si estende attraverso il piano equatoriale del Sole, nell'eliosfera. La forma della corrente diffusa risulta dall'influenza del campo magnetico in rotazione del plasma nel mezzo interstellare (vento solare). Un piccolo flusso di corrente elettrica fluisce nella corrente eliosferica diffusa, quantificabile in circa 10−10 A/m². Lo spessore della corrente è di circa 10.000 km.
Il campo magnetico di base è chiamato campo magnetico interplanetario e la corrente elettrica che ne risulta forma parte del circuito di corrente eliosferica. La corrente eliosferica è talvolta chiamata anche corrente interplanetaria diffusa.

## Caratteristiche

### Forma a "gonna di ballerina"

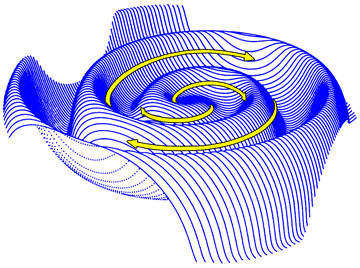
La spirale di Parker.

Come il Sole ruota, il suo campo magnetico si contorce intorno ad una spirale di Parker, una forma di spirale di Archimede, chiamata così in seguito alla sua scoperta da parte di Eugene Parker. Il campo magnetico a spirale di Parker è stato diviso in due da una corrente diffusa, un modello matematico sviluppato per primo nei primi anni settanta da Schatten. Come il campo diffuso spiraliforme cambia polarità, si distorce in una spirale ondeggiante che è stata paragonata ad una gonna di ballerina..

### Campo magnetico
La corrente eliosferica diffusa compie una rotazione sul Sole ogni 27 giorni, durante i quali i picchi e i minimi della "gonna" passano attraverso la magnetosfera terrestre, interagendo con essa. Vicino alla superficie del Sole, il campo magnetico prodotto dalla corrente elettrica radiale è dell'ordine di 5×10−6 T.
Il campo magnetico sulla superficie del Sole è circa 10−4 tesla. Se la forma del campo fosse un dipolo magnetico, la forza decrescerebbe con il cubo della distanza, risultando di circa 10−11 tesla all'altezza dell'orbita terrestre. La corrente eliosferica diffusa risulta essere multipolo, così il campo magnetico sull'orbita terrestre dovuto al Sole è 100 volte più grande.

### Corrente elettrica
La corrente elettrica sulla corrente eliosferica diffusa è diretta radialmente verso l'interno, essendo il circuito chiuso dalle correnti esterne allineate col campo magnetico solare nelle regioni polari del Sole stesso. La corrente totale nel circuito è dell'ordine di 3×109 ampere. Per avere un'idea, basti pensare che le correnti di Birkeland, coinvolte nel fenomeno dell'aurora polare, sono circa mille volte inferiori, nell'ordine del milione di ampere. La densità di corrente massima nell'HCS è pari a circa 10−10 A/m² (10−4 A/km²).

## Storia
La corrente eliosferica diffusa fu scoperta da John M. Wilcox e Norman F. Ness, che pubblicarono le loro scoperte nel 1965. Hannes Alfvén e Per Carlqvist specularono anche sull'esistenza di una corrente galattica diffusa, una controparte della corrente eliosferica diffusa, con una corrente galattica compresa fra 1017 e 1019 ampere, che potrebbe fluire nel piano di simmetria della galassia. Infatti oggi la corrente magnetica galattica del mezzo interstellare viene indagata dalla missione Voyager 1, dai cui dati si possono ricavare le relazioni e le interazioni magnetiche con la eliosfera.